# Martin Baron

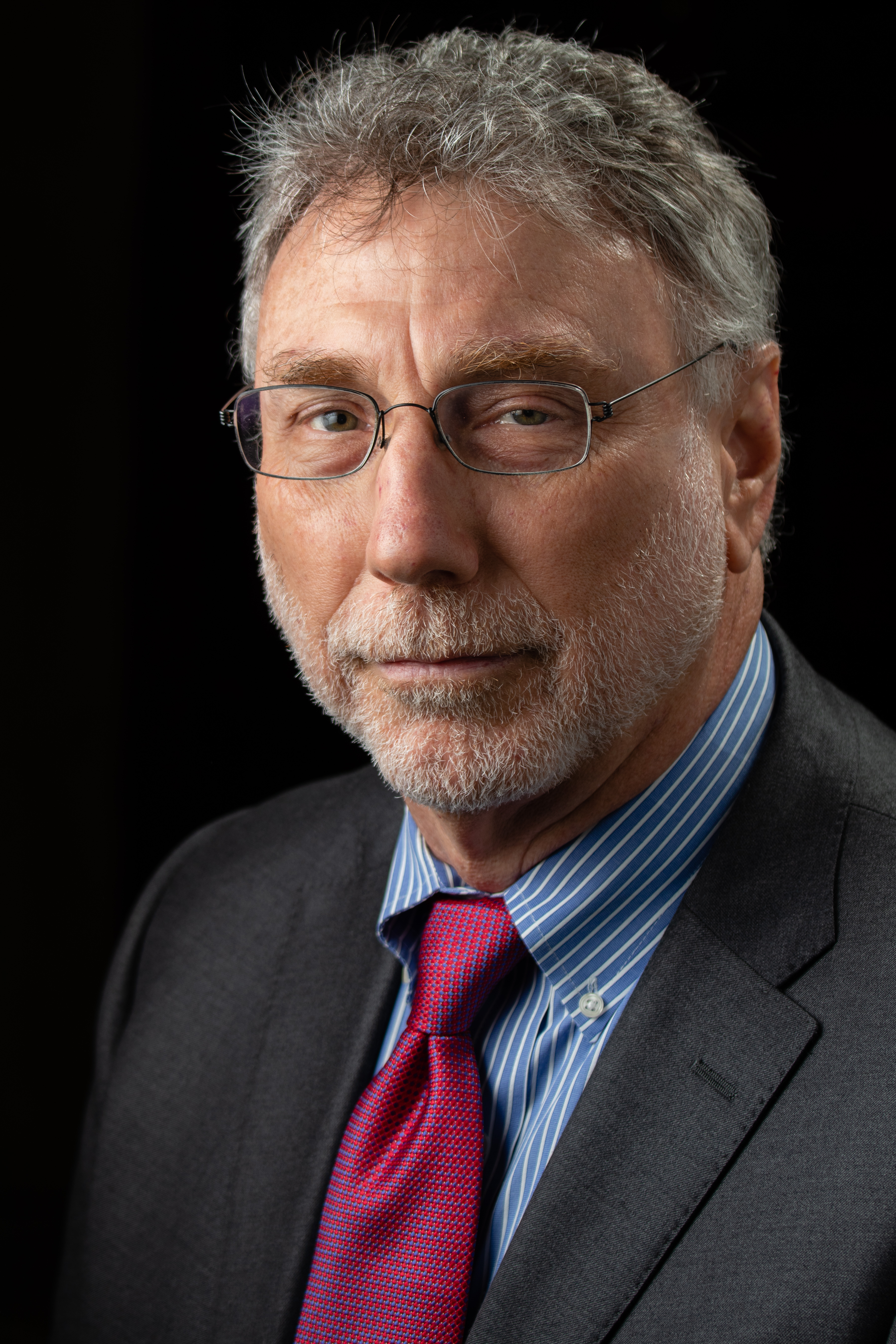
Baron bei der Verleihung des Pulitzer-Preis 2018

Martin „Marty“ Baron (geboren am 24. Oktober 1954 in Tampa, Florida) ist ein amerikanischer Journalist und Publizist. Bis zum 28. Februar 2021 war er Chefredakteur der Washington Post.

## Leben
Baron, Sohn israelischer Einwanderer, wuchs in Florida auf und studierte Journalismus an der Lehigh University (B.A., MBA 1976). Als Reporter arbeitete er für den Miami Herald (1976–79), die Los Angeles Times (1979–1996) und die New York Times (1996–2000). Im Jahr 2000 kehrte er zum Miami Herald zurück, wurde aber bereits im Jahr darauf vom Boston Globe abgeworben und fungierte dort vom Juli 2001 bis zum Dezember 2012 als Chefredakteur. Unter seiner Ägide gewannen Journalisten des Globe insgesamt sechs Pulitzer-Preise, großes Aufsehen erregten ab 2002 dabei insbesondere die zahlreichen investigativen Reportagen des Blatts über die systematische Vertuschung von sexuellem Missbrauch in der römisch-katholischen Diözese Boston.
2012 wurde Baron in die American Academy of Arts and Sciences gewählt. Zum Jahr 2013 wechselte er als Chefredakteur zur Washington Post, der neben der New York Times renommiertesten Tageszeitung der USA. Als solcher trat er am 28. Februar 2021 in den Ruhestand.
Im Spielfilm Spotlight (2015), der die Aufdeckung des Bostoner Missbrauchs-Skandals thematisierte, wurde Baron vom Schauspieler Liev Schreiber dargestellt.
Nebenbei sitzt Baron im Beirat des Reuters Institute for the Study of Journalism an der University of Oxford.